# Leo Sternbach

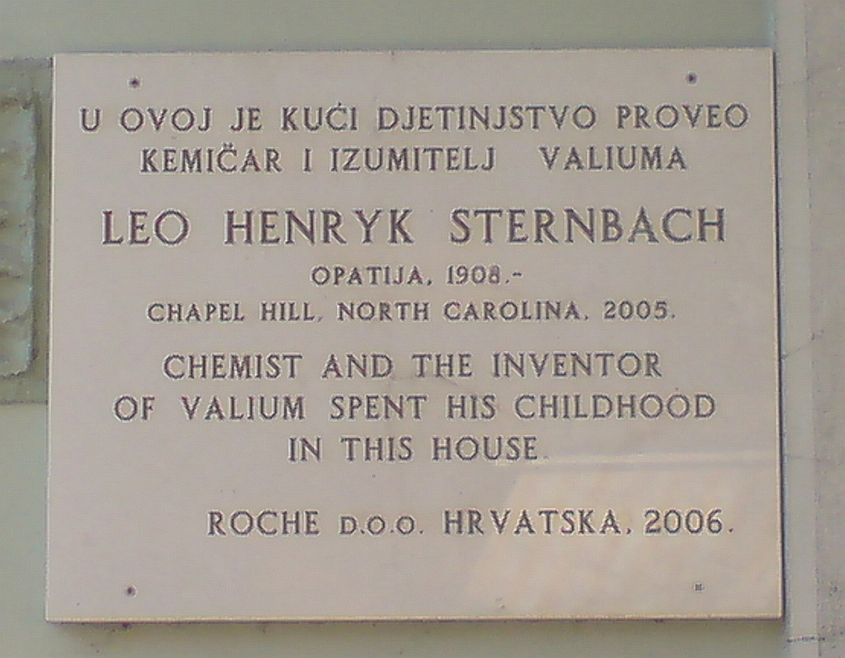
Placa en homenatge a Sternbach.

Leo Henryk Sternbach (Opatija, Küstenland, Imperi Austrohongarès, 7 de maig de 1908 - Chapel Hill, Carolina del Nord, Estats Units d'Amèrica, 28 de setembre de 2005) fou un farmacòleg famós per la creació de les benzodiazepines, una mena de tranquil·litzants.

## Biografia
Sternbach va nàixer a la ciutat de Opatija, actualment part de Croàcia però en aquell temps part de l'Imperi Austrohongarès. Va marxar a Polònia, on va doctorar-se a la Universitat Jagellònica el 1931. Posteriorment va emigrar a Suïssa, on va treballar a l'Escola Federal Politècnica de Zuric, i el 1941 als Estats Units, on va desenvolupar gran part de la seva carrera investigadora a Hoffmann-La Roche.